# Angelbachtal

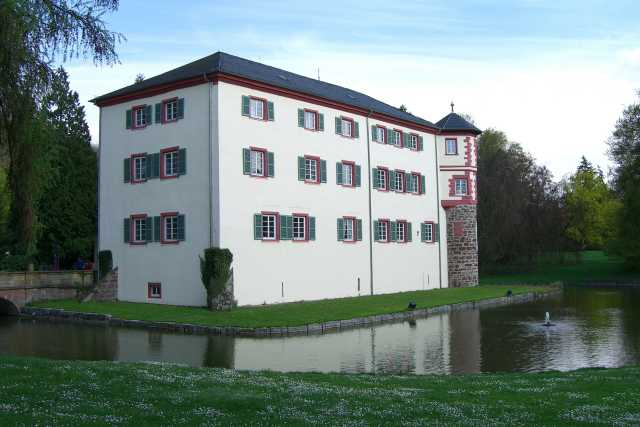
Zamek Eichtersheim

Angelbachtal – miejscowość i gmina w Niemczech, w kraju związkowym Badenia-Wirtembergia, w rejencji Karlsruhe, w regionie Rhein-Neckar, w powiecie Rhein-Neckar, wchodzi w skład wspólnoty administracyjnej Sinsheim. Leży ok. 20 km na południowy wschód od Heidelbergu, przy drogach krajowych B39 i B292.